# Turner i Hooch
Turner i Hooch − amerykańska komedia kryminalna z 1989 roku.

## Obsada
- Tom Hanks − Scott Turner
- Mare Winningham − Emily Carson
- Craig T. Nelson − Howard Hyde
- Reginald VelJohnson − David Sutton
- Reiss Merin − Pani Remington
- Victor DiMattia − Sean Boyett
- Elden Henson − Eric Boyett
- Cheryl Anderson − Pani Boyett
- Daniel Ben Wilson − Mike Harper